# 約翰·拉爾森
約翰·拉爾森（瑞典語：Johan Larsson；1990年5月5日—）是一位瑞典足球運動員。在場上的位置是右後衛。他現在效力於丹麥足球超級聯賽球隊邦比足球俱樂部。他也代表瑞典國家足球隊參賽。